# De formule
De formule is een single van de Nederlandse rapgroep De Jeugd van Tegenwoordig uit 2013. Het stond in hetzelfde jaar als eerste track op het album “Ja, Natúúrlijk!”, waar het de eerste single van is.

## Achtergrond
De formule is geschreven door Pepijn Lanen, Olliçio Locadia, Alfred Tratlehner en Bastiaan Bron en geproduceerd door Bron. Het is een nederhoplied zonder duidelijk onderwerp of betekenis. Het lied wordt door De Jeugd van Tegenwoordig gebruikt als afsluiter op festivals en feesten. Rondom het uitbrengen van de single werd er ook een documentaire gemaakt van de rapgroep met de titel De Jeugd van Tegenwoordig: De Formule. De single heeft in Nederland de platina status.

## Hitnoteringen
Het lied behaalde bescheiden succes in zowel Nederland als België. In de Nederlandse Single Top 100 reikte het nummer tot de vijftiende plaats en was het zeven weken in de hitlijst te vinden. De piekpositie in de Nederlandse Top 40 was de 36e plaats. Het stond 3 weken in deze lijst. De Vlaamse Ultratop 50 werd niet gehaald, maar het stond wel op de derde plaats van de Ultratip 100.